# Saviourine
Saviourine – piąty album niemieckiej grupy Scream Silence, wydany 27 stycznia 2006 roku.

## Lista utworów
1. „Narrowness” – 8:59
2. „Finite State” – 3:45
3. „Homecoming” – 3:56
4. „Creed” – 3:38
5. „Verity” – 4:05
6. „Nonentity” – 4:16
7. „The Void” – 6:22
8. „Like the Upcoming Coldness While Your're Drowning In Yourself And Try to Gasp” – 5:06
9. „Beloved Sweet Curse” – 3:41
10. „The Fright” – 4:26
11. „Yon” – 8:12